# Капостс, Артурс
Артурс Капостс (латыш. Arturs Kāposts; в русской историографии Капост Артур Генрихович; 2 июня 1888 — 19 декабря 1941) — латвийский юрист и общественный деятель. Председатель городского совета Салдуса (1919—1920). Министр транспорта Латвии (1940).

## Биография
Артурс Капостс родился 2 июня 1888 года в Курсишской волости. Окончил министерскую школу в Курсиши. В 1908 году окончил Елгавское реальное училище, в 1909 году поступил, и в 1916 году окончил Санкт-Петербургский политехнический институт. С 1916 до 1918 года Капостс был членом Латвийского комитета по снабжению беженцев. Участвовал в борьбе за свободу Латвии, в 1919 году был солдатом Латгальского дополнительного батальона. В том же году он стал главой города Салдус и занимал эту должность до 1920 года. В 1922 был начальником станции Салдус. Активно участвовал в общественной жизни Салдуса, играл в театре.
В 1923 году начал изучать право в Латвийском университете, в том же году он начал работать в службе управления Латвийской железной дороги, где он находился до 1926 года.
В 1928 году окончил юридический факультет Латвийского университета и стал членом прокуратуры Латгальского окружного суда. В 1929 году он стал старшим кандидатом на должность Рижского окружного суда, а в 1930 году — в качестве члена её прокуратуры. С 1933 до 1937 года был членом Рижского окружного суда, а до 1940 года — членом президиума. 1 мая 1940 года назначен министром транспорта Латвии после отставки Бернхарда Эйнберга. Он занимал эту должность менее двух месяцев, до отставки Кабинета министров после оккупации Латвии. С 21 июня до 17 сентября 1940 года был заместителем председателя Рижского окружного суда.
Арестован 1 октября 1940 года. 14 июня 1941 года депортирован из Латвии. Казнён 19 декабря 1941 года.